# Седово-Василевка
Седово-Василевка или Седово-Васильевка (укр. Сєдово-Василівка) — село на Украине, находится в Новоазовском районе  Донецкой области. Под контролем самопровозглашённой Донецкой Народной Республики.

## География
Село расположено на правом берегу реки под названием Грузский Еланчик.

#### Соседние населённые пункты по странам света
ССВ: Хомутово, Витава, Самсоново (все выше по течению Грузского Еланчика)
С: Бессарабка, Октябрьское
СЗ: Порохня, Шевченко
СВ: Самойлово
З: Казацкое
В: Щербак, Ковское
ЮЗ: Патриотичное, Качкарское
ЮВ: Маркино
Ю: Розы Люксембург (ниже по течению Грузского Еланчика)
ЮЮВ: Козловка, Гусельщиково (все ниже по течению Грузского Еланчика)

## История
Поселение возникло в конце 19-го века. Земля принадлежала помещику Седово Василию и начиналась с застройки 13 домов на крутом берегу реки. Вокруг был дикая степь с высокой травой, всадника на коне не видно было. Населения составляли крепостные фамилии которых: Головня, Хуриленко, Романенко, Ильченко, Ильенко, Пуц, Савченко, Савенко а с приданого помещицы (барыни) Крашневський, Раковский. Происходили случаи набегов калмыков с целью кражи скота.
27 августа 2014 года сепаратисты ДНР  установили контроль над населенным пунктом.

## Общие сведения
Код КОАТУУ — 1423687705. Почтовый индекс — 87621. Телефонный код — 6296.

## Адрес местного совета
87620, Донецкая обл., Новоазовский р-н, с. Хомутово, ул. Ленина, 120.